# Sébastien Raguin
Pour les articles homonymes, voir Raguin.

a Compétitions nationales et continentales officielles uniquement.

b Matchs officiels uniquement.
Sébastien Raguin, né le 14 février 1980 à Toulouse, est un joueur de rugby à XIII international français évoluant au poste de centre ou de deuxième ligne dans les années 2000 et 2010, devenu entraîneur.
Formé au Toulouse Jules Julien puis au Toulouse olympique XIII, il dispute avec ce dernier le Championnat de France avec lequel il remporte le titre en 2000. Sélectionné dans l'effectif des Dragons Catalans qui dispute la Super League à partir de 2007, il y joue six années où il s'impose comme l'un des joueurs clés avec 137 rencontres disputées dont la finale de Challenge Cup en 2007, perdue contre St Helens. Il prend sa retraite sportive en 2013 avec une ultime saison avec Saint-Estève XIII Catalan.
Parallèlement, Sébastien Raguin est un titulaire de l'équipe de France de 2002 à 2013 comptant trente-quatre sélections, un titre de Coupe d'Europe en 2005, et deux participations à la Coupe du monde en 2008 et 2013, disputant un quart-de-finale lors de cette dernière.
Après sa carrière sportive, il se réoriente vers le rôle d'entraîneur prenant en charge Toulouse olympique élite évoluant en Championnat de France. Il exerce dans la vie civile dans la fonction publique territoriale, d'abord en tant qu'agent de surveillance de la voie publique, puis d'ambassadeur au sein du service des ordures ménagères et du tri sélectif à Toulouse.

## Biographie
Composition de Toulouse :
En 2005, avec son club formateur du Toulouse Olympique, il dispute une demi-finale de coupe d'Angleterre.

## Palmarès

### En tant que joueur
- Collectif :
  - Vainqueur de la Coupe d'Europe des nations : 2005 (France).
  - Vainqueur du Championnat de France : 2000 (Toulouse).
  - Finaliste de la Challenge Cup : 2007 (Dragons Catalans).
  - Finaliste du Championnat de France : 2001, 2005, 2006 (Toulouse) et 2013 (St-Estève XIII Catalan).

#### Détails en club
| Saison    | Saison                  | Championnat | Championnat | Championnat | Championnat | Championnat | Championnat | Championnat | Coupe           | Coupe      | Coupe | Coupe | Coupe | Coupe | Coupe | Sélection | Sélection | Sélection | Sélection | Sélection | Sélection | Sélection |
| Saison    | Saison                  | Comp.       | Class.      | M           | Pts         | Ess.        | Buts        | Dp.         | Ed.             | Rés.       | M     | Pts   | Ess.  | Buts  | Dp.   | Compet.   | M         | Pts       | Ess.      | Buts      | Dp.       |           |
| --------- | ----------------------- | ----------- | ----------- | ----------- | ----------- | ----------- | ----------- | ----------- | --------------- | ---------- | ----- | ----- | ----- | ----- | ----- | --------- | --------- | --------- | --------- | --------- | --------- | --------- |
| 1999-2000 | Toulouse olympique XIII | CHF         | Champion    | ?           | -           | -           | -           | -           | Coupe de France | 1/8 finale | ?     | -     | -     | -     | -     |           |           |           |           |           |           |           |
| 2000-2001 | Toulouse olympique XIII | CHF         | Finaliste   | ?           | -           | -           | -           | -           | Coupe de France | 1/2 finale | ?     | -     | -     | -     | -     |           |           |           |           |           |           |           |
| 2001-2002 | Toulouse olympique XIII | CHF         | 1/2 finale  | ?           | -           | -           | -           | -           | Coupe de France | 1/4 finale | ?     | -     | -     | -     | -     |           |           |           |           |           |           |           |
| 2002-2003 | Toulouse olympique XIII | CHF         | 1/4 finale  | ?           | -           | -           | -           | -           | Coupe de France | 1/2 finale | ?     | -     | -     | -     | -     | Cmed      | 2         | -         | -         | -         | -         |           |
| 2003-2004 | Toulouse olympique XIII | CHF         | 1/4 finale  | ?           | -           | -           | -           | -           | Coupe de France | 1/2 finale | ?     | -     | -     | -     | -     | Cmed/CE   | 4         | -         | -         | -         | -         |           |
| 2004-2005 | Toulouse olympique XIII | CHF         | Finaliste   | ?           | -           | -           | -           | -           | Coupe de France | 1/2 finale | ?     | -     | -     | -     | -     | CE        | 3         | 8         | 2         | -         | -         |           |
| 2005-2006 | Toulouse olympique XIII | CHF         | Finaliste   | ?           | -           | -           | -           | -           | Coupe de France | 1/2 finale | ?     | -     | -     | -     | -     | CE        | 6         | 12        | 3         | -         | -         |           |
| 2007      | Dragons Catalans        | SL          | 10e         | 16          | 4           | 1           | -           | -           | Challenge Cup   | Finaliste  | 2     | -     | -     | -     | -     |           | 3         | -         | -         | -         | -         |           |
| 2008      | Dragons Catalans        | SL          | 2e tour     | 29          | 32          | 8           | -           | -           | Challenge Cup   | 1/8 finale | 2     | -     | -     | -     | -     | CM        | 4         | 4         | 1         | -         | -         |           |
| 2009      | Dragons Catalans        | SL          | 1/2 finale  | 7           | 12          | 3           | -           | -           | Challenge Cup   | 1/8 finale | 0     | -     | -     | -     | -     | QN        | 2         | -         | -         | -         | -         |           |
| 2010      | Dragons Catalans        | SL          | 14e         | 23          | 28          | 7           | -           | -           | Challenge Cup   | 1/2 finale | 4     | 4     | 1     | -     | -     |           | 1         | -         | -         | -         | -         |           |
| 2011      | Dragons Catalans        | SL          | 6e          | 28          | 28          | 7           | -           | -           | Challenge Cup   | 1/8 finale | 2     | -     | -     | -     | -     |           | 1         | -         | -         | -         | -         |           |
| 2012      | Dragons Catalans        | SL          | 4e          | 22          | 8           | 2           | -           | -           | Challenge Cup   | 1/4 finale | 2     | -     | -     | -     | -     |           | 2         | -         | -         | -         | -         |           |
| 2012-2013 | St-Estève XIII Catalan  | CHF         | Finaliste   | ?           | -           | -           | -           | -           | Coupe de France | 1/4 finale | ?     | -     | -     | -     | -     | CM        | 4         | -         | -         | -         | -         |           |
| 2013-2014 | St-Estève XIII Catalan  | CHF         | 1/2 finale  | ?           | -           | -           | -           | -           | Coupe de France | 1/4 finale | ?     | -     | -     | -     | -     |           |           |           |           |           |           |           |

### En tant qu'entraîneur

#### Détails en club
| Année     | Année     | Club                     | Compétition                                                                      | Saison régulière                                                                 | Saison régulière                                                                 | Saison régulière                                                                 | Saison régulière                                                                 | Saison régulière                                                                 | Phase finale                                                                     | Phase finale                                                                     | Phase finale                                                                     | Phase finale                                                                     | Phase finale                                                                     | Coupe de France                                                                  |                                                                                  |                                                                                  |                                                                                  |                                                                                  |                                                                                  |                                                                                  |                                                                                  |                                                                                  |
| Année     | Année     | Club                     | Compétition                                                                      | Class.                                                                           | MJ                                                                               | V.                                                                               | N.                                                                               | D.                                                                               | Perf.                                                                            | MJ                                                                               | V.                                                                               | N.                                                                               | D.                                                                               | Coupe de France                                                                  |                                                                                  |                                                                                  |                                                                                  |                                                                                  |                                                                                  |                                                                                  |                                                                                  |                                                                                  |
| 2019-2020 | 2019-2020 | Toulouse olympique élite | Éditions annulées et titres non décernés en raison de la pandémie de coronavirus | Éditions annulées et titres non décernés en raison de la pandémie de coronavirus | Éditions annulées et titres non décernés en raison de la pandémie de coronavirus | Éditions annulées et titres non décernés en raison de la pandémie de coronavirus | Éditions annulées et titres non décernés en raison de la pandémie de coronavirus | Éditions annulées et titres non décernés en raison de la pandémie de coronavirus | Éditions annulées et titres non décernés en raison de la pandémie de coronavirus | Éditions annulées et titres non décernés en raison de la pandémie de coronavirus | Éditions annulées et titres non décernés en raison de la pandémie de coronavirus | Éditions annulées et titres non décernés en raison de la pandémie de coronavirus | Éditions annulées et titres non décernés en raison de la pandémie de coronavirus | Éditions annulées et titres non décernés en raison de la pandémie de coronavirus | Éditions annulées et titres non décernés en raison de la pandémie de coronavirus | Éditions annulées et titres non décernés en raison de la pandémie de coronavirus | Éditions annulées et titres non décernés en raison de la pandémie de coronavirus | Éditions annulées et titres non décernés en raison de la pandémie de coronavirus | Éditions annulées et titres non décernés en raison de la pandémie de coronavirus | Éditions annulées et titres non décernés en raison de la pandémie de coronavirus | Éditions annulées et titres non décernés en raison de la pandémie de coronavirus | Éditions annulées et titres non décernés en raison de la pandémie de coronavirus |
| 2020-2021 | 2020-2021 | Toulouse olympique élite | CHF                                                                              | 9e                                                                               | 18                                                                               | 4                                                                                | 0                                                                                | 14                                                                               | Non qualifié                                                                     | -                                                                                | -                                                                                | -                                                                                | -                                                                                | Annulée                                                                          |                                                                                  |                                                                                  |                                                                                  |                                                                                  |                                                                                  |                                                                                  |                                                                                  |                                                                                  |
| 2021-2022 | 2021-2022 | Toulouse olympique élite | CHF                                                                              | 8e                                                                               | 16                                                                               | 2                                                                                | 0                                                                                | 14                                                                               | Non qualifié                                                                     | -                                                                                | -                                                                                | -                                                                                | -                                                                                | Annulée                                                                          |                                                                                  |                                                                                  |                                                                                  |                                                                                  |                                                                                  |                                                                                  |                                                                                  |                                                                                  |
| 2022-2023 | 2022-2023 | Toulouse olympique élite | CHF                                                                              | 9e                                                                               | 18                                                                               | 3                                                                                | 0                                                                                | 15                                                                               | Non qualifié                                                                     | -                                                                                | -                                                                                | -                                                                                | -                                                                                | 1/8 finale                                                                       |                                                                                  |                                                                                  |                                                                                  |                                                                                  |                                                                                  |                                                                                  |                                                                                  |                                                                                  |
| 2023-2024 | 2023-2024 | Toulouse olympique élite | CHF                                                                              | 10e                                                                              | 18                                                                               | 3                                                                                | 0                                                                                | 15                                                                               | Non qualifié                                                                     | -                                                                                | -                                                                                | -                                                                                | -                                                                                | 1/8 finale                                                                       |                                                                                  |                                                                                  |                                                                                  |                                                                                  |                                                                                  |                                                                                  |                                                                                  |                                                                                  |
| 2024-2025 | 2024-2025 | Toulouse olympique élite | CHF                                                                              | 11e                                                                              | 20                                                                               | 0                                                                                | 0                                                                                | 20                                                                               | Non qualifié                                                                     | -                                                                                | -                                                                                | -                                                                                | -                                                                                | 1/2 finale                                                                       |                                                                                  |                                                                                  |                                                                                  |                                                                                  |                                                                                  |                                                                                  |                                                                                  |                                                                                  |